# KVC Westerlo
KVC Westerlo är en fotbollsklubb i Westerlo, Belgien. Klubben vann Belgiska cupen säsongen 2000–2001. Säsongen 2010–2011 gick man återigen till final, men förlorade med 0–2 mot Standard Liège.

## Kända spelare
- Toni Brogno
- Nico van Kerckhoven
- Peter Utaka